# Enrica von Handel-Mazzetti
Enrica von Handel-Mazzetti, född 10 januari 1871 i Wien, död 8 april 1955, var en österrikisk författare.
Enrica von Handel-Mazzetti framträdde först med noveller och romaner ur det samtida livet i Österrike, främst huvudstaden såsom Brüderlein und Schwesterlein (1898) och Skizzen aus Österreich (1904), men gjorde sig sedan känd med historiska romaner, i vilka religiösa konflikter spelar en stor roll. Handel-Mazzetti var katolik men visade stor förståelse för personer av annan tro. Bland hennes historiska romaner märks Meinrad Helmpergers denkwürdiges Jahr (1900), Jesse und Maria (1906), Die arme Margaret (1910) och Stefana Schwertner (1912), i vilka handlingen utspelas under barocktiden, Das Rosenwunder (1925), Deutsche Passion (1926) och Das Blutzeugnis (1927), en trilogi om Karl Sand, August von Kotzebues mördare, Das Spiel von zehn Jungfrauen (1929), Das Reformationsfest (1930) och Die Quedlinburger Hochzeit (1931), en trilogi från rokokon, samt Christiana Kotzebue (1934). Enrica von Handel-Mazzetti skrev även lyrik, skådespel, och själbiografiska arbeten, bland annat Die Heimat meiner Kunst (1934) och Das heilige Licht (1938).